# Cheese (droga recreativa)

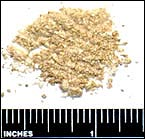
Ejemplo de cheese que fue capturado por la Administración para el Control de Drogas (DEA)

Cheese ("Queso") es una droga recreativa que fue consumida por jóvenes en el Dallas-Fort Worth metroplex en la década de los años 2000. Cheese es una mezcla de alquitrán de heroína y tabletas molidas de
Tylenol (EN). En 2012 cheese que fue consumida por adultos en Dallas-Fort Worth.